# Nepal nos Jogos Olímpicos de Verão de 2008
O Nepal participou dos Jogos Olímpicos de Verão de 2008, em Pequim, na China. O país estreo nos Jogos em 1964 e esta foi sua 11ª participação.

## Desempenho

### Atletismo
| Atleta             | Prova              | Elim. | Elim. | 1/4 de final | 1/4 de final | Semifinal   | Semifinal   | Final       | Final       |
| Atleta             | Prova              | Res.  | Pos.  | Res.         | Pos.         | Res.        | Pos.        | Res.        | Pos.        |
| ------------------ | ------------------ | ----- | ----- | ------------ | ------------ | ----------- | ----------- | ----------- | ----------- |
| Chandra Kala Thapa | 100 m feminino     | 13s15 | 72º   | Não avançou  | Não avançou  | Não avançou | Não avançou | Não avançou | Não avançou |
| Arjun Kumar Basnet | Maratona masculina |       |       |              |              |             |             | 2h23m09s    | 45º         |

### Halterofilismo
Masculino
| Atleta                 | Prova  | Arranque | Arranque | Arremesso | Arremesso | Total  | Pos. |
| Atleta                 | Prova  | Res.     | Pos.     | Res.      | Pos.      | Total  | Pos. |
| ---------------------- | ------ | -------- | -------- | --------- | --------- | ------ | ---- |
| Kamal Bahadur Adhikari | -69 kg | 114 Kg   | 28       | 154 Kg    | 22        | 268 Kg | 22   |

### Judô
| Atleta     | Categ. | Preliminar             | 1/16 de final          | 1/8 de final              | 1/4 de final           | Semifinais             | Repescagem 1ª fase     | Repescagem 2ª fase     | Repescagem Semifinais  | Final                  |
| Atleta     | Categ. | Adversário e resultado | Adversário e resultado | Adversário e resultado    | Adversário e resultado | Adversário e resultado | Adversário e resultado | Adversário e resultado | Adversário e resultado | Adversário e resultado |
| ---------- | ------ | ---------------------- | ---------------------- | ------------------------- | ---------------------- | ---------------------- | ---------------------- | ---------------------- | ---------------------- | ---------------------- |
| Debu Thapa | −63 kg |                        |                        | TPE Wang C-F. D 1000-0000 | Não avançou            | Não avançou            | Não avançou            | Não avançou            | Não avançou            | Não avançou            |

### Natação
| Atleta         | Prova                | Elim. | Elim. | Semifinal   | Semifinal   | Final       | Pos.        |
| Atleta         | Prova                | Tempo | Pos.  | Tempo       | Pos.        | Tempo       | Pos.        |
| -------------- | -------------------- | ----- | ----- | ----------- | ----------- | ----------- | ----------- |
| Prasiddha Shah | 50 m livre masculino | 27s59 | 81º   | Não avançou | Não avançou | Não avançou | Não avançou |
| Karishma Karki | 50 m livre feminino  | 32s35 | 81º   | Não avançou | Não avançou | Não avançou | Não avançou |

### Taekwondo
Masculino
| Atleta       | Prova  | 1/8 de final           | 1/4 de final           | Semifinais             | Repescagem 1/4 de final | Repescagem Semifinais  | Final                  |
| Atleta       | Prova  | Adversário e resultado | Adversário e resultado | Adversário e resultado | Adversário e resultado  | Adversário e resultado | Adversário e resultado |
| ------------ | ------ | ---------------------- | ---------------------- | ---------------------- | ----------------------- | ---------------------- | ---------------------- |
| Deepak Bista | −80 kg | IRI H. Saei D 7-0      | Não avançou            | Não avançou            | CHN Zhu G. D 2-6        | Não avançou            | Não avançou            |

### Tiro
Feminino
| Atleta         | Prova              | Qual.  | Qual. | Final       | Final       |
| Atleta         | Prova              | Escore | Pos.  | Escore      | Pos.        |
| -------------- | ------------------ | ------ | ----- | ----------- | ----------- |
| Maya Kyapchaki | Pistola de ar 10 m | 380    | 46    | Não avançou | Não avançou |